# 30. (slovenska) divizija (NOVJ)
30. (slovenska) divizija je bila partizanska divizija, ki je delovala v sklopu NOV in POJ v Jugoslaviji med drugo svetovno vojno.
Ustanovljena je bila januarja 1944 s preimenovanjem 32. divizije.